# Francisca Alcoceba Isusi
Francisca Alcoceba Isusi (Sodupe, Gueñes, 1948), conegut com a Paquita Alcoceba, és una política i activista basca d'ideologia independentista del País Basc.
Va començar la seva trajectòria política des de jove, en l'àmbit municipal i nacional. Va ser candidata del partit polític Herri Batasuna en Gueñes, en les eleccions municipals de 3 d'abril de 1979 d'Espanya i va ser candidata en les eleccions municipals en altres ocasions (Euskal Herritarrok, Acció Nacionalista Basca…). És membre activa de la iniciativa ciutadana pel dret a decidir Gure Esku Dago i una de les representants de Gure Esku Dago de Biscaia. També és una de les fundadores de Gure Esku Dago en Güeñes i és actualment la seva tresorera.